# Uvala Vlašići - kopno
Uvala Vlašići - kopno este o arie protejată (sit de importanță comunitară — SCI) din Croația întinsă pe o suprafață de 23,93 ha, integral pe uscat.

## Localizare
Centrul sitului Uvala Vlašići - kopno este situat la coordonatele 44°19′20″N 15°12′24″E / 44.322209°N 15.206684°E.

## Înființare
Situl Uvala Vlašići - kopno a fost declarat sit de importanță comunitară în iulie 2013 pentru a proteja 1 specie de plante.

## Biodiversitate
Situată în ecoregiunea mediteraneană, aria protejată conține 3 habitate naturale: Pajiști submediteraneene de Molinio-Hordeion secalini, Tufărișuri halofile mediteraneene și termo-atlantice (Sarcocornetea fruticosi), Salicornia și alte specii anuale care populează regiunile mlăștinoase și nisipoase.
La baza desemnării sitului se află o specie protejată de  plante: Scilla litardierei.
Pe lângă speciile protejate, pe teritoriul sitului au mai fost identificate 5 specii de plante.